# Sheffield (Iowa)
Sheffield – miasto w Stanach Zjednoczonych, w stanie Iowa, w hrabstwie Franklin. W 2000 roku liczyło 930 mieszkańców.